# Stanislav Oubram
Stanislav Oubram (6. února 1939 Praha, Československo – 14. února 2016 Praha, Česká republika) byl český herec, divadelní režisér, scenárista, dramatik, prozaik, autor a dlouholetý člen činohry Městského divadla v Mostě.

## Životopis
Herectví vystudoval u Růženy Naskové a Anny Suchánkové. V letech 1963 až 1980 působil v Divadle pracujících v Mostě, kam se po angažmá v Praze vrátil v roce 1993 a kde působil v činohře i Divadle rozmanitostí.
V dabingu, filmu a televizi (seriály Bakaláři, Perly či Malý pitaval z velkého města) se objevoval poměrně zřídka. Obvykle hrál pouze menší nebo epizodní role. Častěji spolupracoval s Českým rozhlasem i jeho předchůdcem Československým rozhlasem, kde se věnoval četbě, poezii i rozhlasovým hrám – účinkoval přibližně ve 2 500 pořadech. Jako divadelní autor, dramatik a scenárista se věnoval dramatizacím literárních děl, například pohádek a knížek pro děti (dětské literatury). Režíroval amatérské i profesionální divadelní soubory, čtená literární pásma a večery s poezií. Pro divadlo upravil například dobrodružný román francouzského spisovatele Théophila Gautiera z roku 1863 Kapitán Fracasse.
Byl manželem herečky a překladatelky Zoji Oubramové-Pistoriusové (* 1953) a otcem herce a divadelního režiséra Pavla Oubrama (* 1980). Zemřel náhle po nemoci v neděli v poledne 14. února 2016.

## Filmografie
Filmografie:
- Uprchlík (1961, režie  Herrmann Zschoche) – pohraničník
- Výslech v Havaně (1972, režie Jaroslav Hužera)
- Radost až do rána (1978, režie Antonín Kachlík) – neznámý voják
- Muž přes palubu (1980, režie Jaromír Borek) – Hudec
- Záchvěv strachu (1983, režie Jaroslav Soukup) – pacient blázince Jindřich Kroupa
- Noc smaragdového měsíce (1984, režie Václav Matějka) – laborant
- S čerty nejsou žerty (1984, režie Hynek Bočan) – poddůstojník
- Pohřeb, detektivní seriál Agentura Puzzle (2004, režie Ivan Pokorný)

## Herecké angažmá
Herecké angažmá:
- 1961–1963 Beskydské divadlo Nový Jičín
- 1963–1980 Divadlo pracujících Most
  - Komedie o umučení a slavném vzkříšení pána a spasitele našeho Ježíše Krista (1967–69, režie Zdeněk Buchvaldek) – Kristus[8]
  - Windsorské paničky
  - Jak se stal Rumcajs loupežníkem
- 1980–1993 Divadlo ABC Praha (Městská divadla pražská)
- 1993–2016 Městské divadlo v Mostě[9]
  - Loupežník (premiéra 28. listopadu 1997, režie Pavel Pecháček) – Profesor
  - Strakonický dudák – Švanda
  - Lucerna – Vodník Ivan
  - Oldřich a Božena – Oldřich
  - Hamlet – Hamlet (Stanislav Oubram byl jediným Hamletem v historii mosteckého divadla)
  - Clavijo (premiéra 13. října 2000, režie Pavel Pecháček) – sluha
  - Lékařem proti své vůli (březen 2002) – dřevař Sganarel

- - Naši furianti (premiéra 25. listopadu 2011) - Petr Dubský
  - Přelet nad kukaččím hnízdem (premiéra 15. února 2013) – nemocniční zřízenec/noční hlídač
  - Hrátky s čertem (premiéra 14. června 2013) - Teofil, Belzebub[11]

## Práce pro rozhlas
Práce pro rozhlas:
- Pásky na vousy (1990, režie Petr Adler, autor Karel Poláček, Stanislav Oubram a další) — Muž
- Tři zlaté vlasy děda Vševěda (1992, režie Karel Weinlich, autor K. J. Erben) – král mrtvého města

- Král Kamenné srdce (1992, režie Karel Weinlich, autor Karel Šiktanc) – interpret slova
- Spejblova a Hurvínkova učebnice jazyka českého 2 (1993, autor Ladislav Dvorský) — nádražní hlášení
- Stezka odvahy (1995, režie Ladislav Rybišar, autor Miloš Zapletal a Stanislav Oubram)
- Bílé apartmá (1999, režie Josef Henke, autor Jiří Stránský) – interpret slova
- Slavné případy Sherlocka Holmese 7 (1999, autor Sir Arthur Conan Doyle) –  interpret slova
- Ten, který tě nespouští z očí (2001 režie Hana Kofránková, napsal Joseph Sheridan Le Fanu) – neznámý;[12]přeložil a zdramatizoval Josef Hlavnička, hudba Petr Mandel, dramaturgie Jana Weberová; osoby a obsazení: Patrick O'Grady (Otakar Brousek), kapitán James Barton (Ladislav Frej), Patrik, právník, potomek O'Gradyho (Ivan Trojan), Generál Montague (Josef Somr), Macklin (Stanislav Fišer), Doktor Richards (Miloš Hlavica), George Norcott (Jiří Ornest),  Hawkins (David Novotný), Fiakrista (Steva Maršálek), hlas (Richard Honzovič) a Lady Rochdaleová (Věra Kubánková)

- O vysoké věži (2004, režie Jaroslav Kodeš, napsala Božena Šimková) – Krakonoš[13]
- Heřmaňský poklad (2002, autor Karel Šiktanc) – interpret slova
- Peer Gynt (2006, režie Hana Kofránková, autor Henrik Ibsen) – interpret slova
- Co nebude v dějepise (2014, autor Bedřich Golombek a Stanislav Oubram)
- Má protentokrát obsazená vlast (2015, autor Pavel Molek) – interpret slova

## Hostování
Hostování:
- Divadlo F. X. Šaldy v Liberci
- Beskydské oblastní divadlo Nový Jičín
- Činoherní studio v Ústí nad Labem
- Státní divadlo Zdeňka Nejedlého Ústí nad Labem
- Městské divadlo Kladno
- Činoherní klub v Praze:[15]
  - Ďáblova houpačka (2003, Fjodor Sologub) – Avinovickij[16]
  - Jméno (2003, Jon Fosse) – Otec
  - Proces (2001, Alexandr Vasiljevič Suchovo-Kobylin) – Kníže
  - Návrat do pouště (2000, Bernard-Marie Koltès) – Plantières, velitel policie
- Divadlo Radar Praha
- Divadlo Antonína Dvořáka Příbram
- Divadlo Plzeň

## Režijní práce
Režijní práce:
- Pražské kulturní středisko
- Spolek divadelních ochotníků (amatérské divadlo) ve Slaném
- Divadelní spolek Máj Praha[6]
- Městské divadlo Most
  - Podivná paní Savageová[17]

## Autor
Autor a spoluautor divadelních her a knih:
- Strašidlo Bublifuk (1969) – veselohra pro děti o 4 dějstvích
- Jak se kradou princezny (1970) – pohádková hudební komedie o 4 dějstvích
- Pozor, loupežníci! (1972) – loutková hra o 8 obrazech
- Vodník Mařenka (1974) – pohádka o třech dějstvích
- Loupežnické koření (1976) – pohádka o čtyřech dějstvích
- O Honzovi a víle Verunce (1977) – pohádka o třech dějstvích
- O mlynáři Jankovi a Cecilce ze zámku, aneb, Lesní pohádka (1981) – pohádková hra o čtyřech dějstvích
- Pohádky ze Stříbrného dolu (1983, kniha)
- Byli kdysi permoníci (1990) – hra pro loutky podle knihy Vlastimila Nováka a Stanislava Oubrama Pohádky ze Stříbrného dolu
- Karel Nonner (2006, kniha) – herec, který daroval talent Mostu
- Divadlo je zázrak (2016, kniha) – in memoriam Stanislav Oubram

## Ocenění
Cena diváka Městského divadla v Mostě:
- 1995/1996 – Nejlepší mužský herecký výkon
- 1997/1998 – Nejlepší mužský herecký výkon
- 1999/2000 – Nejlepší mužský herecký výkon
- 2015/2016 – Nejlepší mužský herecký výkon[4][21]